# 가마우지 낚시

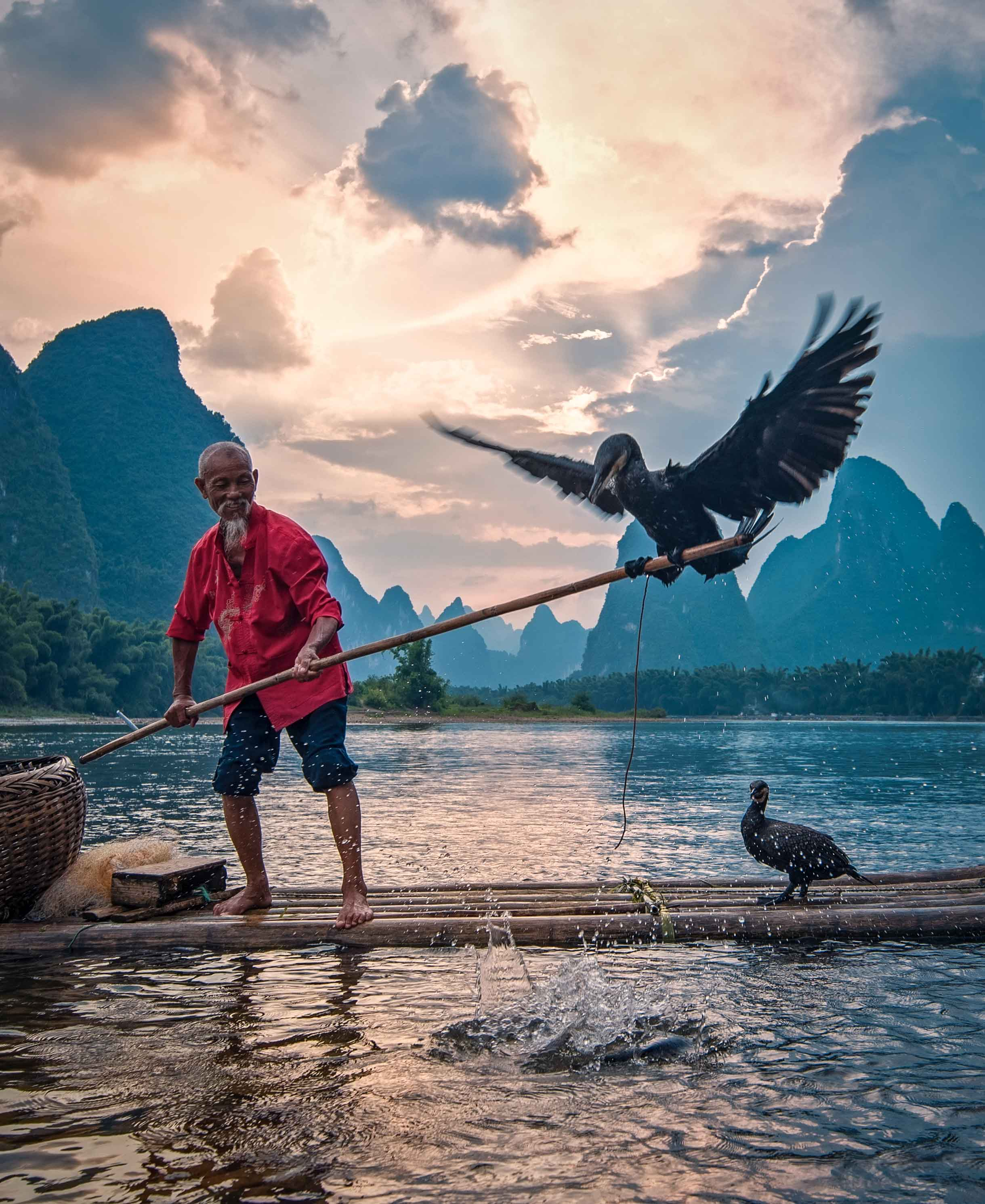
양수오 가마우지 어부

가마우지 낚시는 어부들이 길들인 가마우지를 이용해 강에서 물고기를 잡는 전통적인 어로 방식이다. 역사적으로 가마우지 낚시는 중국과 일본을 비롯해 그리스, 북마케도니아, 그리고 잠시 동안 잉글랜드와 프랑스에서도 행해졌다. "오리 낚시"라고도 불리는 이 방식은 636년에 완성된 중국 수나라의 정사인 《수서》에서 고대 왜인들이 사용했던 방법으로 기록되어 있다. 한때 성공적인 산업이었던 가마우지 낚시는 오늘날에는 주로 관광 산업을 위해 이용되고 있다. 이 장인적 어로 방식은 현재 중국 남서부 지역에서만 사용되고 있으며, 그마저도 현대적인 방식들과의 경쟁에 밀려 위협받고 있다.
가마우지를 통제하기 위해 어부들은 새의 목 아래쪽에 느슨한 올가미를 맨다. 이 올가미는 작은 물고기를 삼키는 것은 막지 않지만, 큰 물고기가 목구멍으로 넘어가는 것을 막아 일시적으로 머금고 있게 한다. 가마우지가 물고기를 잡아 삼켜 목에 걸리면, 어부는 새를 배로 데려와 물고기를 토해내게 한다.
사용되는 가마우지의 종류는 지역에 따라 다르다. 중국의 어부들은 주로 민물가마우지(학명: Phalacrocorax carbo)를 사용하는 반면, 일본에서는 가마우지(학명: Phalacrocorax capillatus)를, 페루에서는 신열대가마우지(학명: Nannopterum brasilianum)를 사용한다. 가마우지의 친척인 뱀목가마우지(학명: Anhinga속에 속하는 조류)도 때때로 이 어로 방식에 사용된다.

## 중국

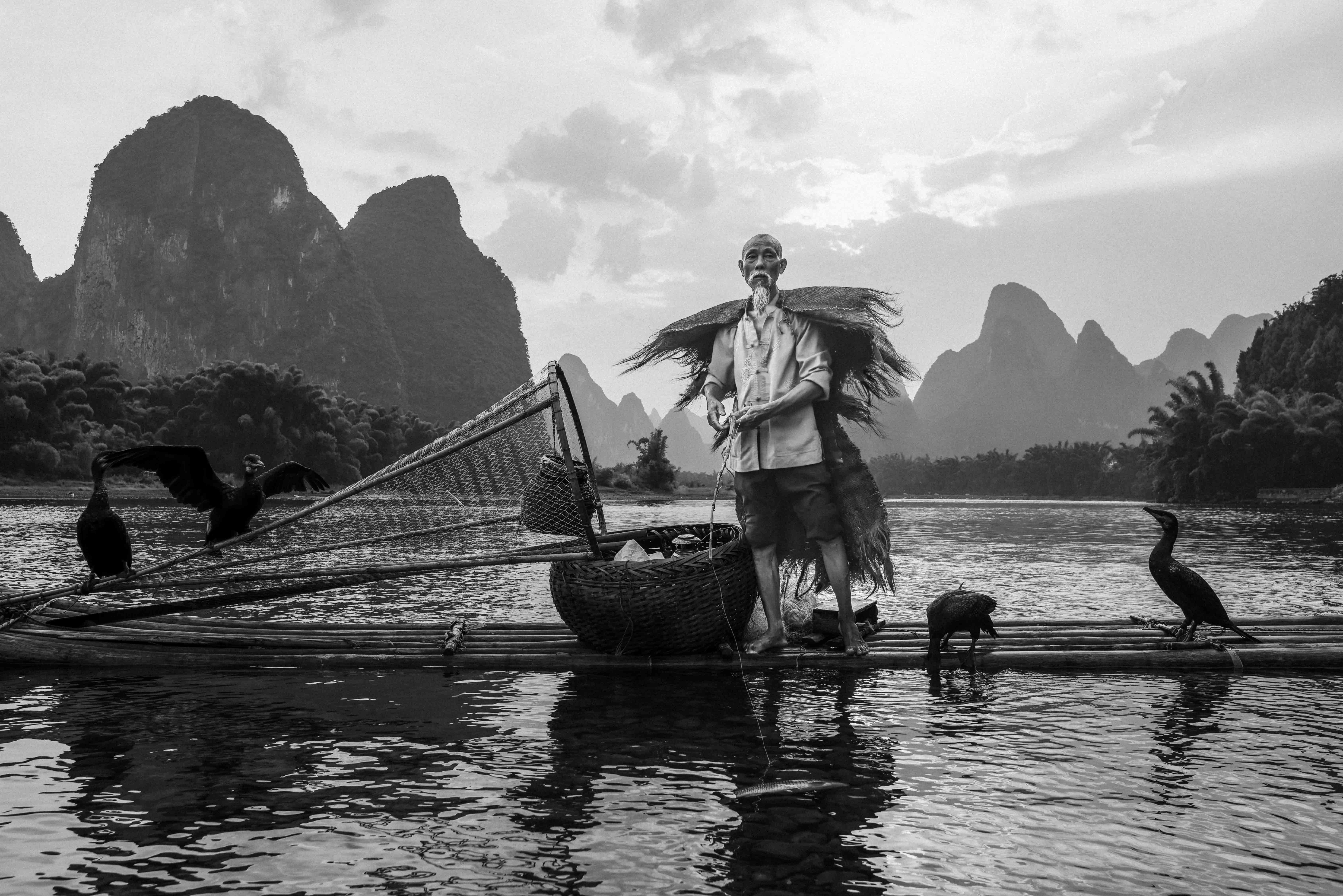
양숴의 중국 가마우지 어부

중국 광시 좡족 자치구의 구이린에서는 얕은 리장강에서 이루어지는 가마우지 낚시로 유명하다. 중국 남부의 다른 지역에서는 바이족이 9세기부터 얼하이호 연안에서 가마우지 낚시를 해왔다. 본래 생계유지를 위해 행해졌던 가마우지 낚시는 현재 주로 관광객을 대상으로 실연되고 있다.

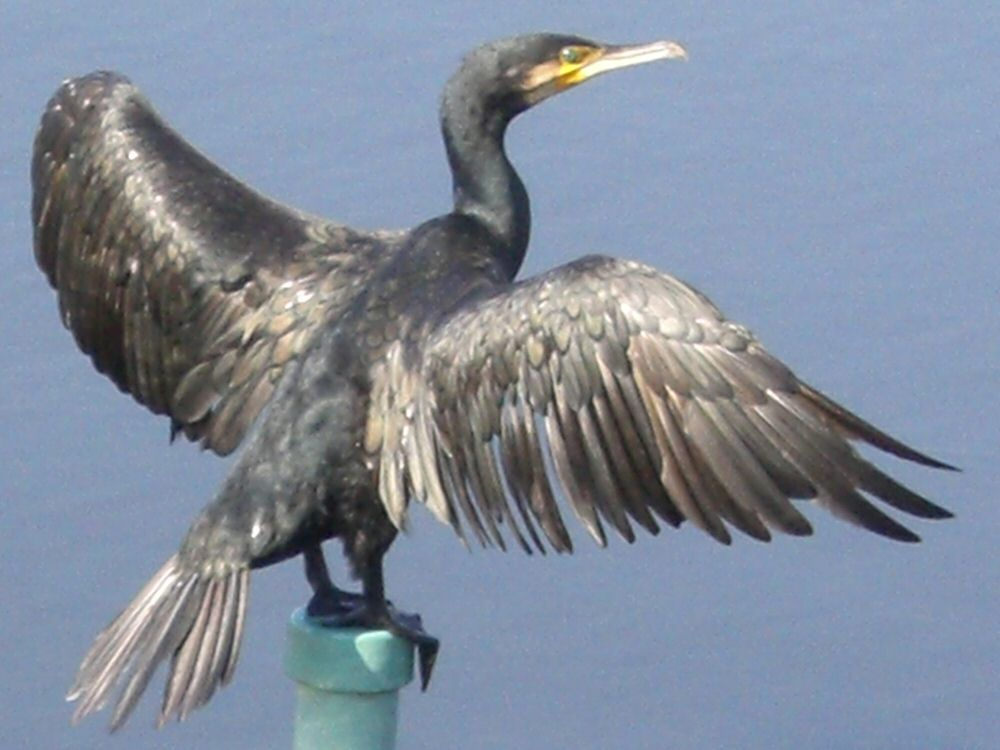
중국 어부들은 주로 민물가마우지를 사용한다
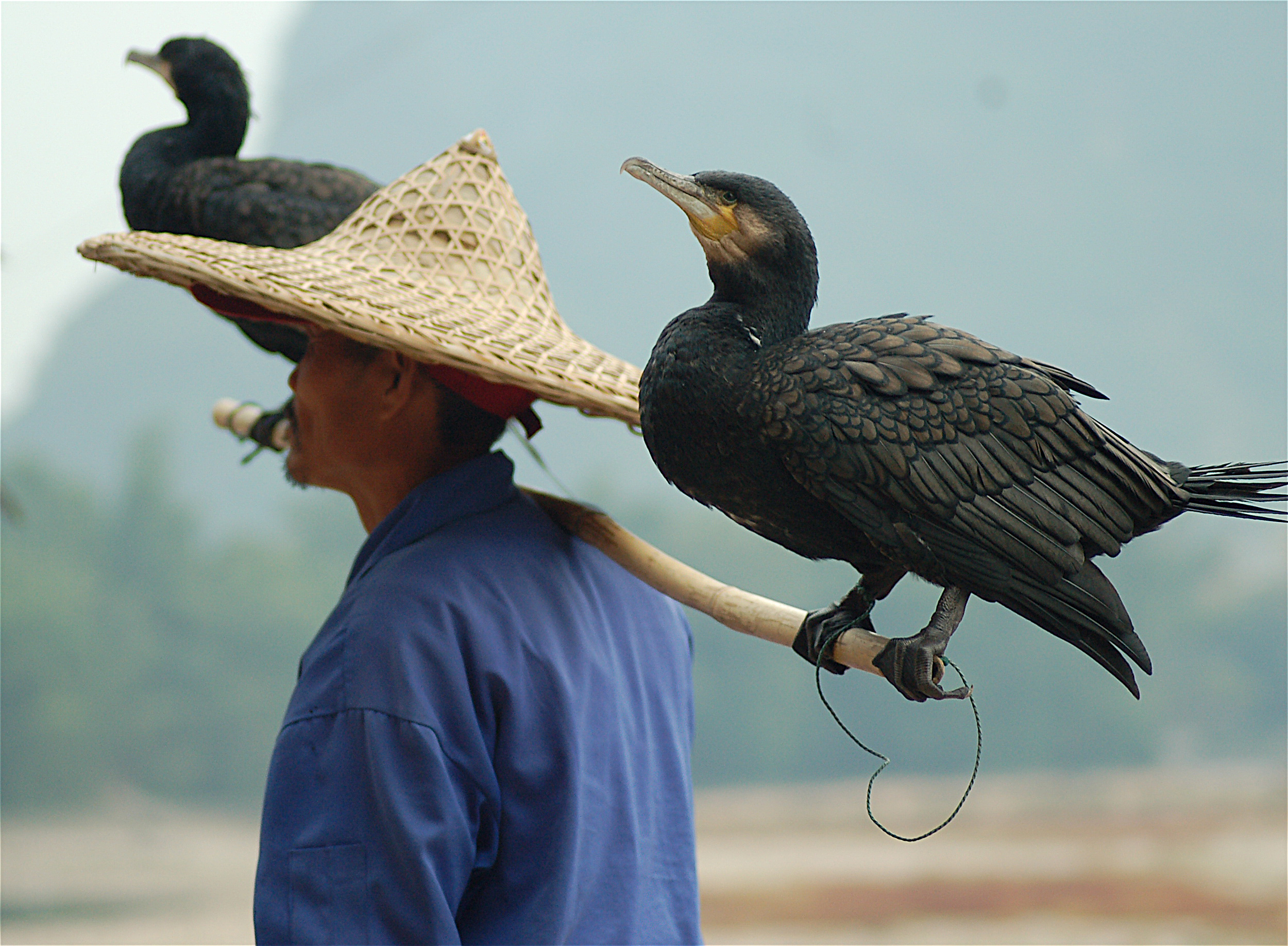
자신의 가마우지들과 함께 있는 중국 어부
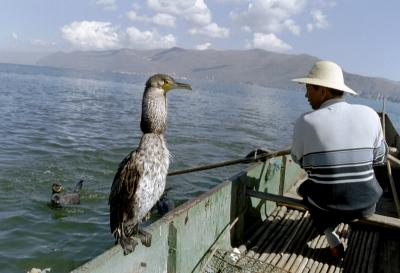
윈난성 다리 근처 얼하이호에서 가마우지와 함께 있는 중국 어부. 새의 목이 조여진 부분에서 목 올가미가 보인다.
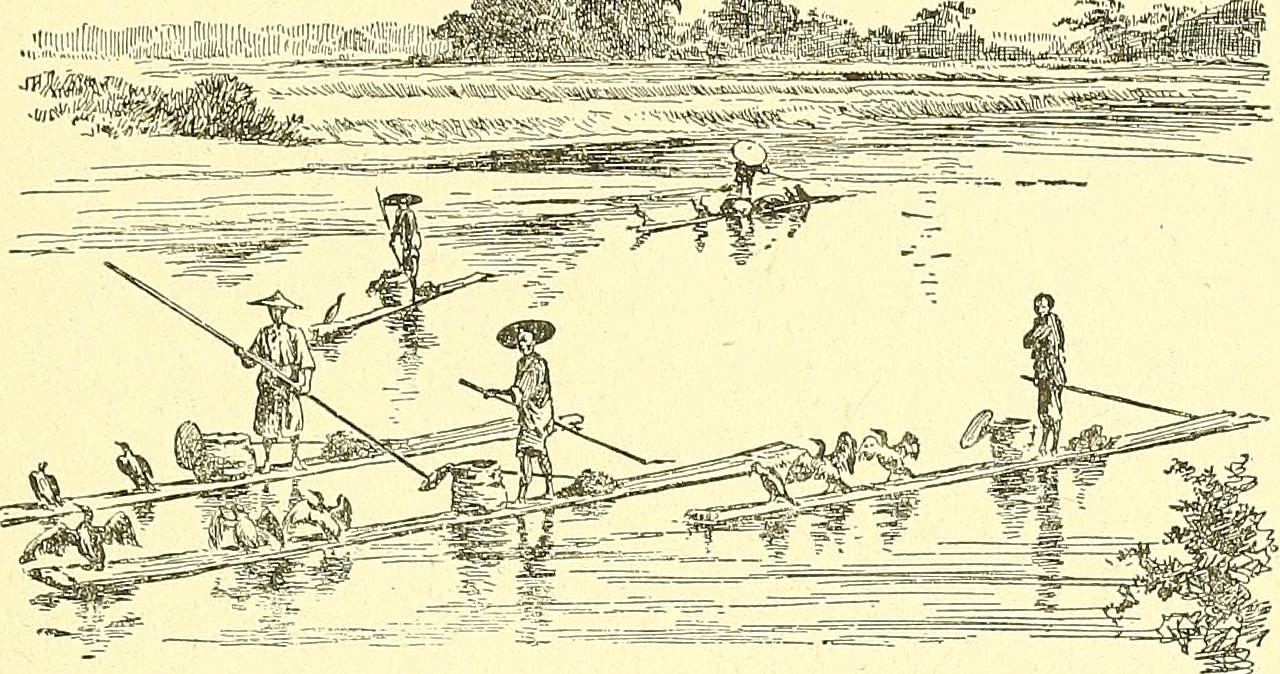
1894년경 중국의 가마우지 낚시
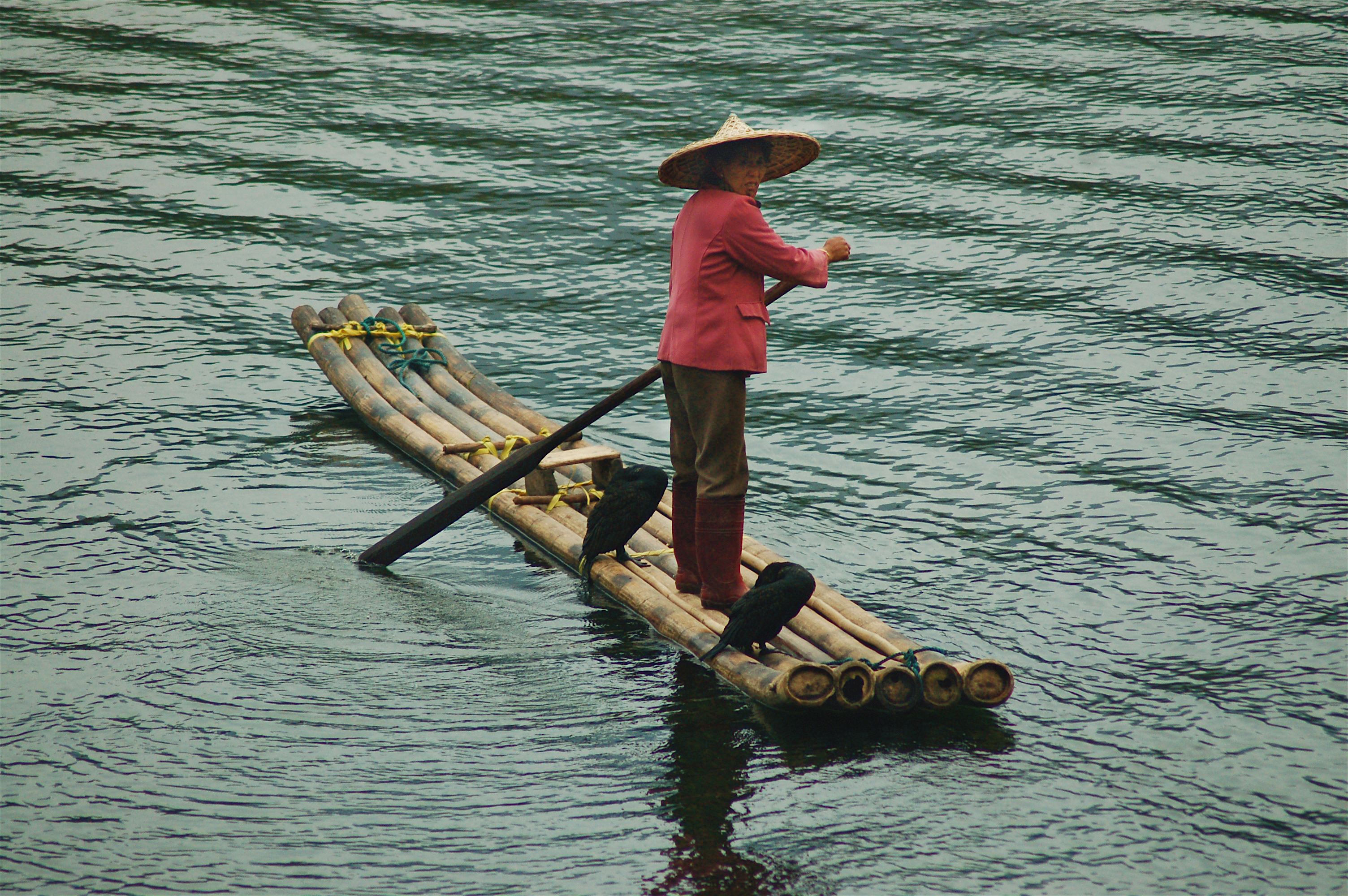
중국의 가마우지 어부들은 전통적으로 대나무 배를 사용한다
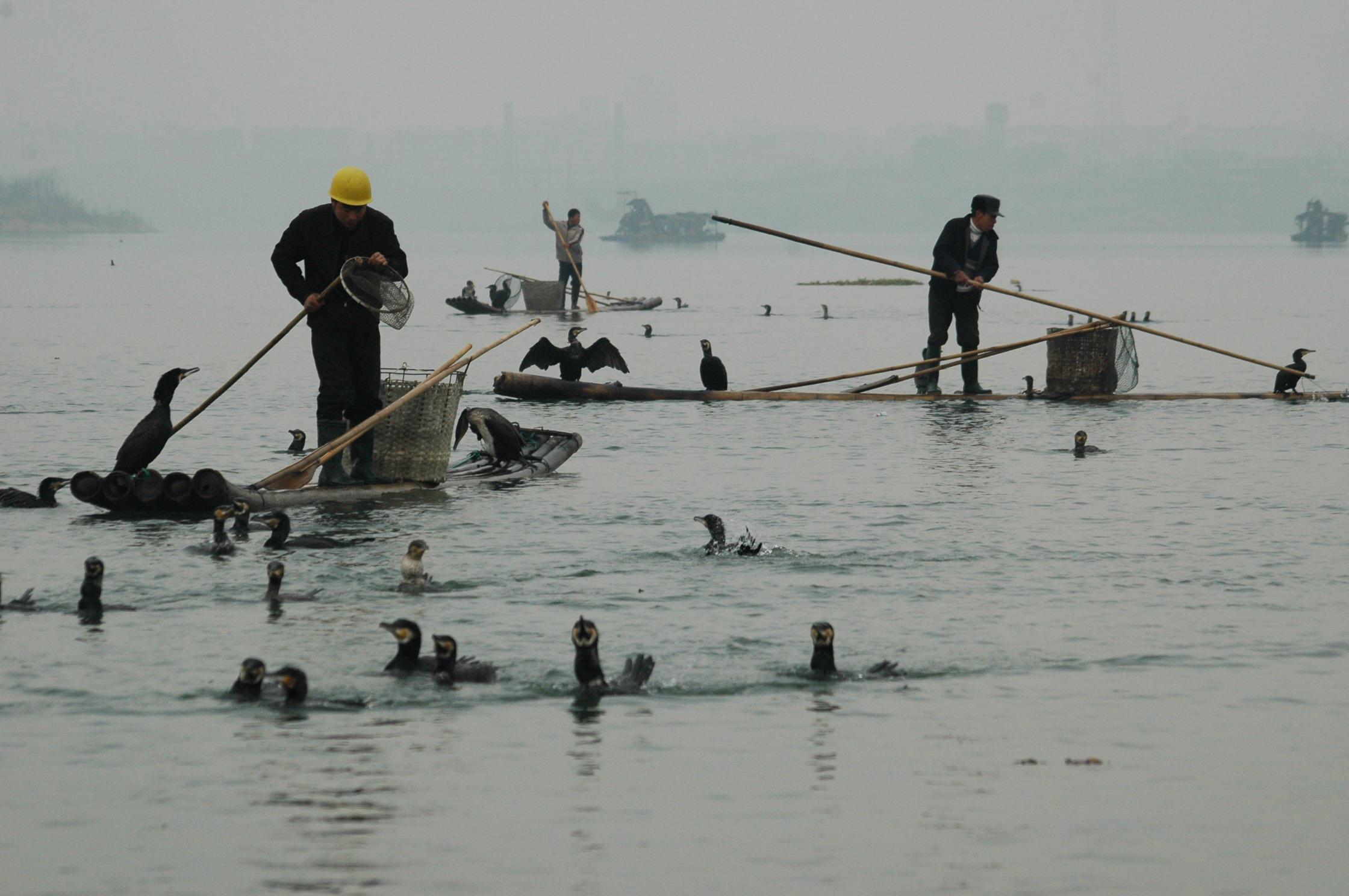
중국 포양호에서 이루어지는 현대의 가마우지 낚시

## 일본
일본의 가마우지 낚시는 일본어로 '우카이'(鵜飼)라고 한다. 원래는 은어를 잡기 위한 주요 어로 방식 중 하나였다. 그러나 조류를 사용하고 숙련된 기술이 필요한 독특한 방식이었기에, 헤이안 시대부터 일본의 귀족 계급과 무장들의 오락거리로 이용되었다.
오다 노부나가는 일본에서 처음으로 접대용으로 가마우지 낚시를 선보였다. 1568년, 오다 노부나가는 다케다 신겐의 사자를 맞이하면서 새 배를 만들어 사자를 초대해 가마우지 낚시를 보여주었다. 게다가 그는 직접 은어를 골라 나중에 선물로 보내기도 했다. 도쿠가와 이에야스는 오사카 여름 전투(1615년) 이후 기후를 방문해 가마우지 낚시를 구경하고 은어를 먹었다. 이를 계기로 쇼군에게 은어 초밥을 진상하게 되었고, 가마우지 낚시 명인들은 강을 자유롭게 이동할 수 있는 허가를 받게 되었다.
현재 일본의 13개 도시에서 가마우지 낚시가 이루어지고 있다. 가장 유명한 곳은 기후현의 기후시로, 나가라강에서 1,300년 동안 중단 없이 이어져 온 가마우지 낚시로 유명하다. 세키시에서도 나가라강에서 가마우지 낚시가 이루어지는데, 이는 '오제 우카이'(小瀬鵜飼)라고 불린다. 기후와 세키의 가마우지 낚시 명인들만이 천황에게 고용되어 궁내청의 어부로 불린다.
- 야마나시현 후에후키시(후에후키강)
- 기후현 기후시(나가라강)
- 기후현 세키시(나가라강)
- 아이치현 이누야마시(기소강)
- 교토부 우지시(우지강)
- 교토부 교토시(오이강)
- 와카야마현 아리다시(아리다강)
- 히로시마현 미요시시(바센강)
- 시마네현 마스다시(다카쓰강)
- 야마구치현 이와쿠니시(니시키강)
- 에히메현 오즈시(히지강)
- 오이타현 히타시(미쿠마강)
- 후쿠오카현 아사쿠라시(치쿠고강)

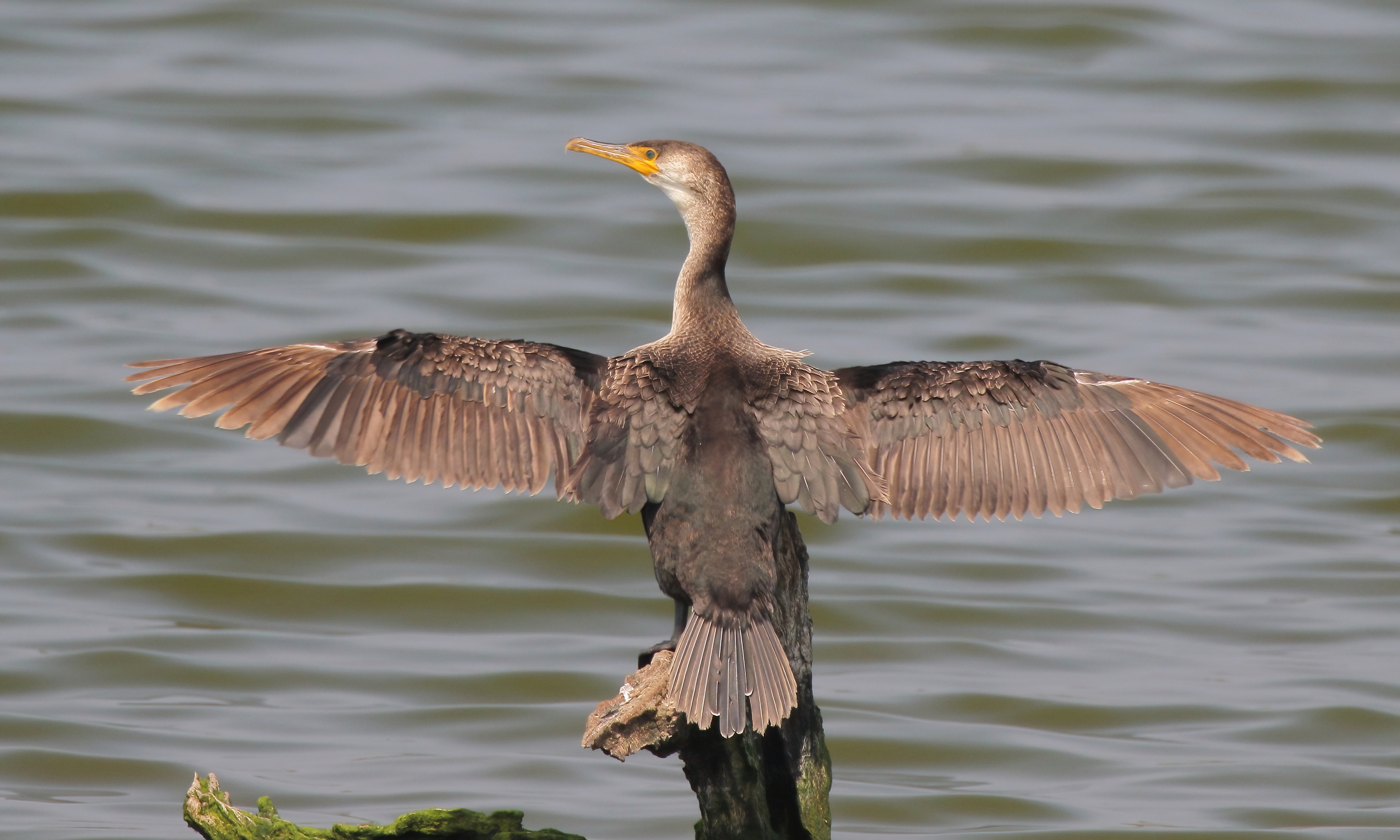
일본 어부들은 주로 가마우지를 사용한다
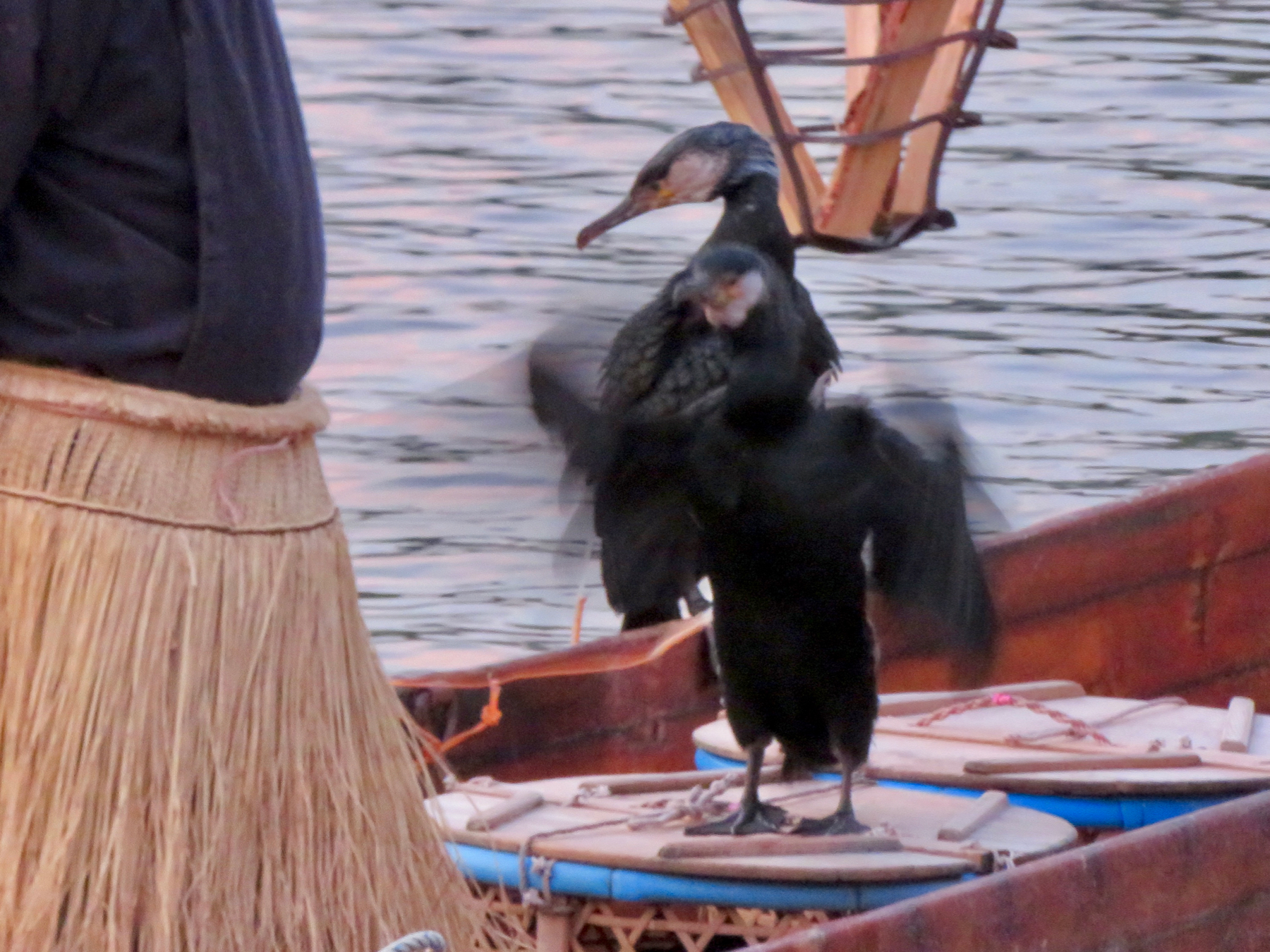
일본에서 주인에 의해 훈련된 가마우지
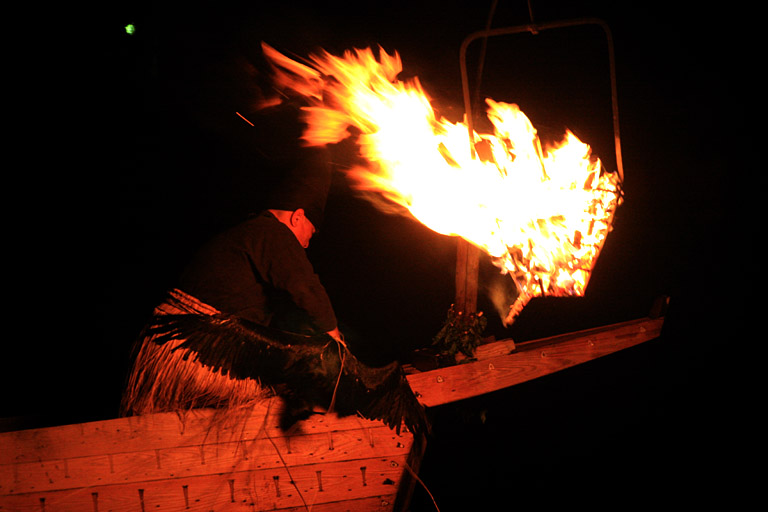
일본 기후시 밤의 배 위의 가마우지 낚시 명인
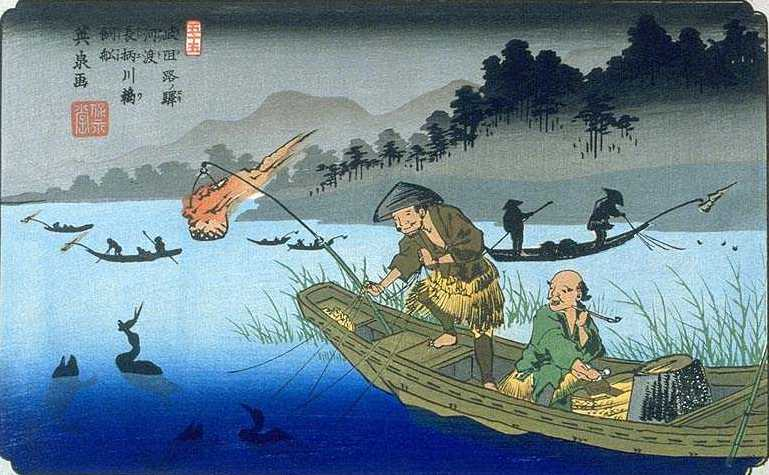
에도 시대 나가라강의 가마우지 낚시를 그린 게이사이 에이센의 판화
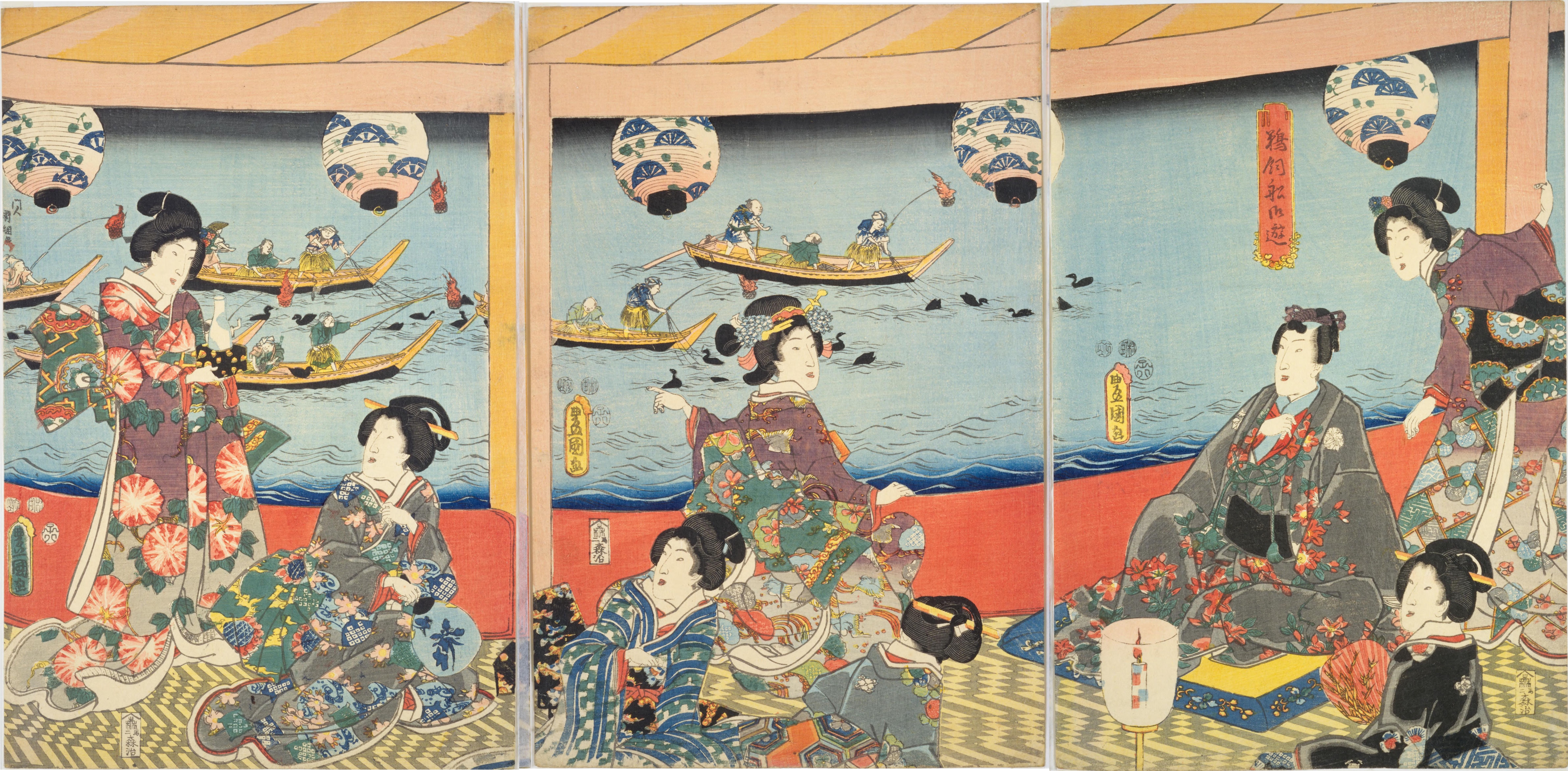
오락거리로서의 가마우지 낚시 구경(우타가와 구니사다의 목판화, 1852년)

## 페루

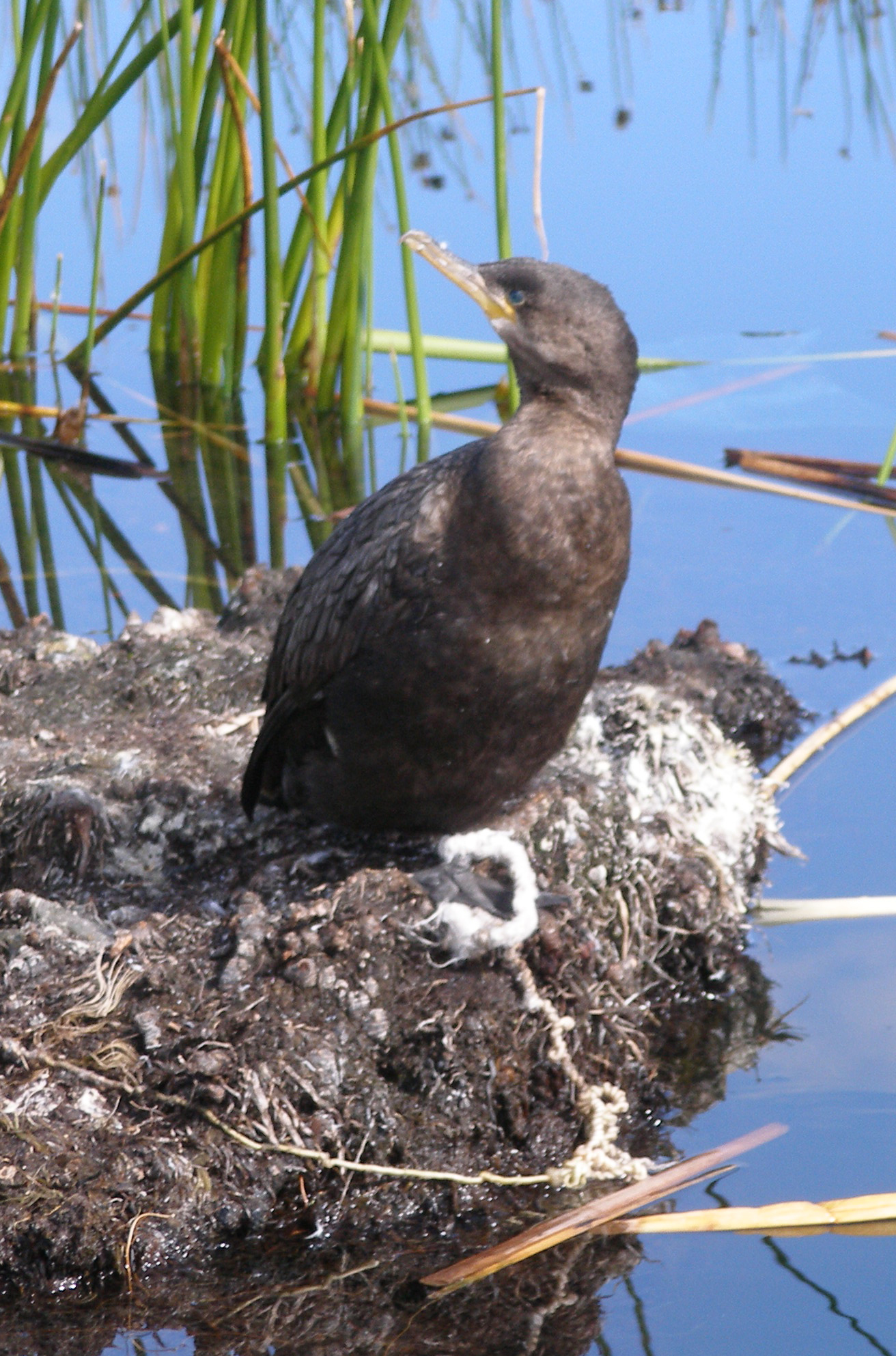
티티카카 호수에서 낚시에 사용되는 테더 가마우지

페루의 티티카카호에서는 우루족이 가마우지를 이용해 물고기를 잡는다. 페루에서는 일본보다 100년 이른 5세기에 이미 가마우지 낚시가 행해졌다는 주장이 있다.

## 유럽
가마우지 낚시는 그리스와 북마케도니아의 오랜 전통으로, 특히 두 나라의 국경에 위치한 도이란호에서 이루어졌으며, 현재도 일부 전통 어부들에 의해 계승되고 있다. 서유럽에서는 16세기부터 17세기까지 주로 잉글랜드와 프랑스에서 가마우지 낚시가 행해졌다. 19세기에 프랜시스 헨리 살빈은 시연회를 열고 자신의 새들을 수산업 박람회에 출품함으로써 영국에 이 관습을 다시 도입했다. 영국 가마우지 낚시의 이 "제2기"는 1890년경까지 지속되었다.

## 같이 보기
- 수달 낚시
- 나가라강의 우카이
- 우카이 (노)